# Haddiscoe
Haddiscoe är en ort och civil parish i Storbritannien.   Den ligger i grevskapet Norfolk och riksdelen England, i den sydöstra delen av landet, 160 km nordost om huvudstaden London. Antalet invånare är 481.
Terrängen runt Haddiscoe är mycket platt. Runt Haddiscoe är det tätbefolkat, med 308 invånare per kvadratkilometer. Närmaste större samhälle är Lowestoft, 10,6 km sydost om Haddiscoe. Trakten runt Haddiscoe består till största delen av jordbruksmark.